# Dia internacional de la preparació davant les epidèmies
El Dia internacional de la preparació davant les epidèmies és un dia internacional fixat per l'Organització de les Nacions Unides al 27 de desembre.
Es va aprovar el 13 de novembre del 2020 a l'Assamblea General de les Nacions unides a través de la Resolució 75/L. 18. L'objectiu de l'establiment d'aquest dia va ser que els estats invertissin en sanitat pública per prevenir noves epidèmies, en un moment complicat per la pandèmia de la Covid-19. En concret, el secretari general de l'Onu, António Guterres va demanar "aprendre de l'experiència del coronavirus per millorar la resposta a futures emergències".